# استيبان فيسنتي
استيبان فيسنتي (بالإسبانية: Esteban Vicente؛ بالإنجليزية: Esteban Vicente) هو رسام أمريكي وإسباني، ولد في 20 يناير 1903 في Turégano ‏ في إسبانيا، وتوفي في 10 يناير 2001 في بريدجهامبتون في الولايات المتحدة.